# Giovanni Pozzoni
Giovanni Pozzoni (22 de abril de 1996) es un deportista italiano que compitió en ciclismo de montaña en la disciplina de campo a través. Ganó una medalla de bronce en el Campeonato Mundial de Ciclismo de Montaña de 2017 y una medalla de plata en el Campeonato Europeo de Ciclismo de Montaña de 2013, ambas en la prueba de campo a través para cuatro.

## Palmarés internacional
| Campeonato Mundial | Campeonato Mundial   | Campeonato Mundial | Campeonato Mundial    |
| Año                | Lugar                | Medalla            | Competición           |
| ------------------ | -------------------- | ------------------ | --------------------- |
| 2017               | Val di Sole (Italia) | Medalla de bronce  | Campo a través para 4 |
| Campeonato Europeo |                      |                    |                       |
| Año                | Lugar                | Medalla            | Competición           |
| 2013               | Pamporovo (Bulgaria) | Medalla de plata   | Campo a través para 4 |